# 细柱柳
细柱柳（学名：[Salix gracilistyla] 错误：{{Lang}}：文本有斜体标记（帮助））为杨柳科柳属的植物。分布于朝鲜、日本、俄罗斯以及中国大陆的黑龙江、吉林、辽宁等地，生长于海拔100米至1,350米的地区，常生于山区溪流旁，於台灣有引種培育與種植紀錄。
台灣宜蘭縣「三星鄉」所種植的銀柳（又名貓柳、貓尾柳、棉花柳等）即為細柱柳（學名：[Salix gracilistyla Miq.] 错误：{{Lang}}：文本有斜体标记（帮助）），宜蘭縣三星鄉是台灣最主要的銀柳種植基地，以台灣花蓮區農業改良場所培育的「蘭陽一號」及「蘭陽二號」為主，種植面積占全台灣95%以上，七成主要於農曆年間外銷至國際華人市場，三成於國內使用。
國際上有三大銀柳（這裡指細柱柳）產區，分別是上海、江蘇與台灣，在價格方面以上海與江蘇銀柳的性價比為高，占國際市場約9成以上，而台灣銀柳佔國際市場不到10%，卻是三大產區中公認品質最優質的品項，價格也較高。

## 台灣銀柳的狀況

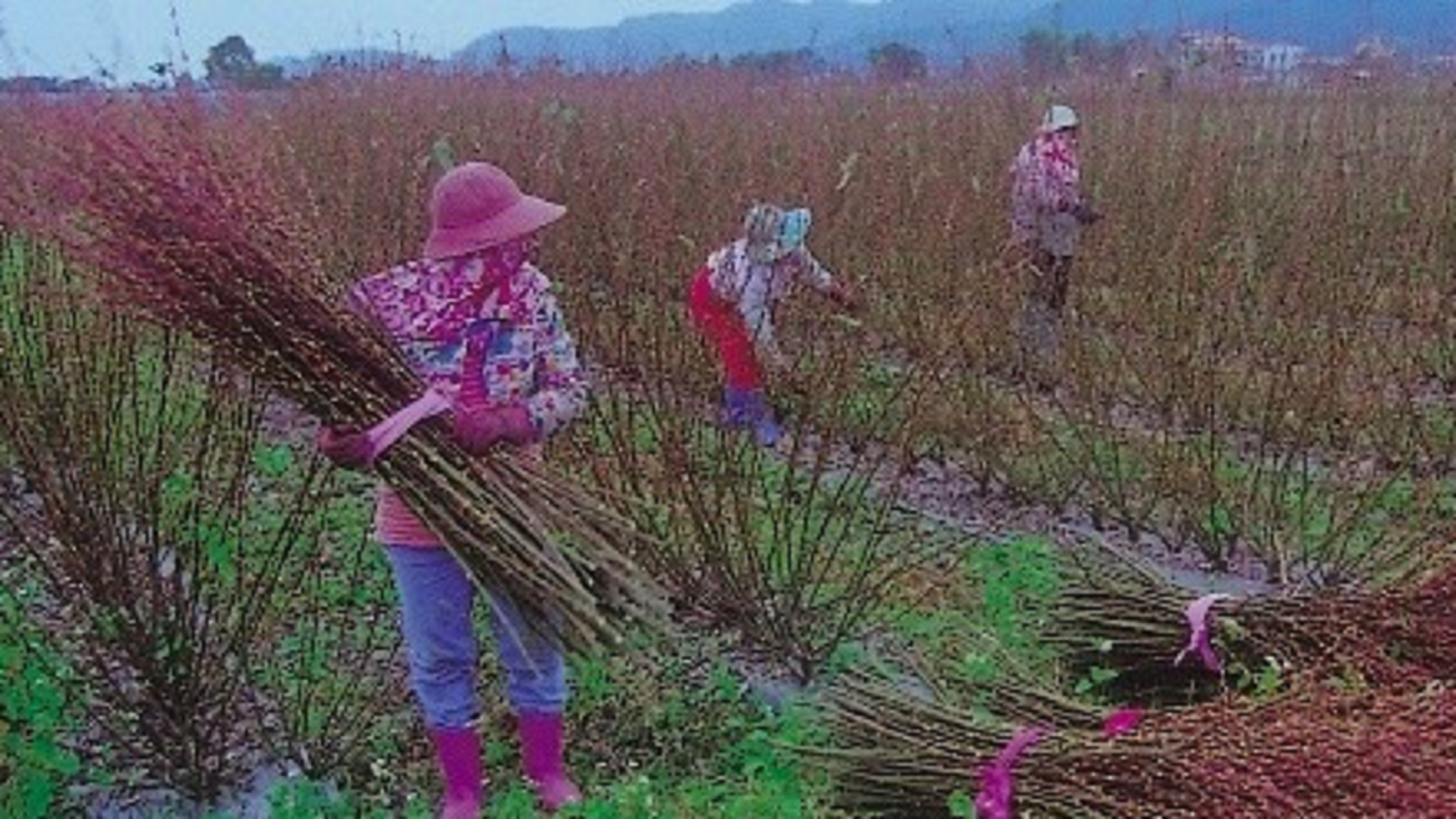
宜蘭縣三星鄉銀柳

台灣銀柳有95%栽種於宜蘭縣三星鄉，少量種植在台灣中南部縣市，是宜蘭縣的特有花卉作物。台灣在1969年時就有從日本引進銀柳種植的紀錄，主要種植上海種、赤柳等品種，但因為國際市場競爭激烈，加上赤柳容易有病蟲害問題，因此在2003年與2011年時，台灣花蓮區農業改良場分別培育出新品種「蘭陽一號」及「蘭陽二號」，並授權在宜蘭縣三星鄉栽種，取代早期耕種的「上海種」，於國際市場做出市場區別。新品種「蘭陽一號」與「蘭陽二號」有著花數更多、花色更豔紅等優點，特別是「蘭陽一號」的花型圓潤碩大，配合上銀柳招財的含意，非常受到國際華人市場的歡迎，並被賦予珍珠柳、貴妃柳、獅子頭等美稱。
目前台灣銀柳產業七成於農曆年前外銷至國際華人市場，三成於國內使用。銀柳曾經是台灣重要的外銷作物，全盛時期在鄉內的種植面積就超過一百甲以上，品質也是國際市場三大產區中最優質的，但因為價格的關係，國際市場逐漸萎縮，種植面積也以每年對半砍的速度在消失。2020年時，在行政院農業委員會水土保持局臺北分局的輔導下，宜蘭縣三星鄉明慶農產運銷合作社開始進行銀柳轉型工作，將原本只有一級生產的銀柳產業，用兩年時間成功增加二級加工、三級行銷，將銀柳產業從線性經濟體轉變為循環經濟體模式，並開發銀柳文創花藝商品、鄉土教育及銀柳花田尋訪採銀柳等活動，成功打開銀柳產業的新機會，吸引青年回鄉種植銀柳，讓銀柳成為三星鄉新的農村旅遊項目。

## 别名
- 红毛柳（黑龙江）
- 珍珠柳（台灣）
- 貓柳（台灣）
- 貴妃柳、獅子頭（星加坡、馬來西亞稱呼台灣蘭陽一號品種的別名）